# Elena Gemović
Elena Gemović (serbisch-kyrillisch Елена Гемовић; * 19. Juli 2000) ist eine ehemalige serbische Tennisspielerin.

## Karriere
Gemović spielte vorrangig auf der ITF Women’s World Tennis Tour, wo sie einen Titel im Doppel gewinnen konnte.
In Serbien war sie die Nummer eins in der U16 und U18. Im Jahr 2020 holte sie sich den Titel der serbischen Meisterin.
Nach ihrer aktiven Tenniskarriere arbeitete sie als Trainerin in Villingen-Schwenningen und für den TC St. Georgen. Nach ihrer Zeit in Villingen-Schwenningen wechselte sie im Herbst 2024 nach Bremerhaven zum Bremerhavener TV 1905 in die Regionalliga.

## Turniersiege

### Doppel
| Nr. | Datum             | Turnier  | Kategorie   | Belag     | Partnerin            | Finalgegnerinnen             | Ergebnis |
| --- | ----------------- | -------- | ----------- | --------- | -------------------- | ---------------------------- | -------- |
| 1.  | 15. Dezember 2018 | Djibouti | ITF $15.000 | Hartplatz | Celestine Avomo Ella | Patricia Böntgen Ng Man-ying | 6:4, 6:1 |